# Cramchaban
Cramchaban és un municipi francès situat al departament del Charente Marítim i a la regió de la Nova Aquitània. L'any 2007 tenia 567 habitants.

## Demografia

### Població
El 2007 la població de fet de Cramchaban era de 567 persones. Hi havia 219 famílies de les quals 54 eren unipersonals (25 homes vivint sols i 29 dones vivint soles), 66 parelles sense fills, 87 parelles amb fills i 12 famílies monoparentals amb fills.
La població ha evolucionat segons el següent gràfic:
Habitants censats

### Habitatges
El 2007 hi havia 272 habitatges, 227 eren l'habitatge principal de la família, 24 eren segones residències i 21 estaven desocupats. 269 eren cases i 3 eren apartaments. Dels 227 habitatges principals, 176 estaven ocupats pels seus propietaris, 40 estaven llogats i ocupats pels llogaters i 11 estaven cedits a títol gratuït; 3 tenien dues cambres, 32 en tenien tres, 54 en tenien quatre i 138 en tenien cinc o més. 171 habitatges disposaven pel capbaix d'una plaça de pàrquing. A 96 habitatges hi havia un automòbil i a 106 n'hi havia dos o més.

### Piràmide de població
La piràmide de població per edats i sexe el 2009 era:
| Homes | Edats   | Dones |
| ----- | ------- | ----- |
| 0     | 95 o +  | 0     |
| 8     | 90 a 94 | 0     |
| 4     | 85 a 89 | 4     |
| 0     | 80 a 84 | 16    |
| 4     | 75 a 79 | 0     |
| 20    | 70 a 74 | 12    |
| 12    | 65 a 69 | 16    |
| 24    | 60 a 64 | 20    |
| 8     | 55 a 59 | 20    |
| 12    | 50 a 54 | 4     |
| 12    | 45 a 49 | 12    |
| 20    | 40 a 44 | 20    |
| 24    | 35 a 39 | 12    |
| 24    | 30 a 34 | 40    |
| 16    | 25 a 29 | 16    |
| 4     | 20 a 24 | 12    |
| 8     | 15 a 19 | 16    |
| 20    | 10 a 14 | 12    |
| 32    | 5 a 9   | 20    |
| 12    | 0 a 4   | 20    |

## Economia
El 2007 la població en edat de treballar era de 342 persones, 245 eren actives i 97 eren inactives. De les 245 persones actives 213 estaven ocupades (119 homes i 94 dones) i 32 estaven aturades (13 homes i 19 dones). De les 97 persones inactives 32 estaven jubilades, 30 estaven estudiant i 35 estaven classificades com a «altres inactius».

### Ingressos
El 2009 a Cramchaban hi havia 237 unitats fiscals que integraven 590 persones, la mediana anual d'ingressos fiscals per persona era de 16.495 €.

### Activitats econòmiques
Dels 19 establiments que hi havia el 2007, 2 eren d'empreses alimentàries, 8 d'empreses de construcció, 3 d'empreses de comerç i reparació d'automòbils, 3 d'empreses immobiliàries, 2 d'empreses de serveis i 1 d'una empresa classificada com a «altres activitats de serveis».
Dels 8 establiments de servei als particulars que hi havia el 2009, 2 eren paletes, 1 fusteria, 3 electricistes, 1 empresa de construcció i 1 agència immobiliària.
Els 2 establiments comercials que hi havia el 2009 eren fleques.
L'any 2000 a Cramchaban hi havia 23 explotacions agrícoles que ocupaven un total de 1.620 hectàrees.

## Equipaments sanitaris i escolars
El 2009 hi havia una escola maternal integrada dins d'un grup escolar amb les comunes properes formant una escola dispersa.

## Poblacions més properes
El següent diagrama mostra les poblacions més properes.